# Tibet-Gesprächskreis
Der Tibet-Gesprächskreis war ein überfraktioneller Gesprächskreis von Abgeordneten des Deutschen Bundestages, die sich mit dem Thema Tibet auseinandersetzten.
Der Gesprächskreis wurde im Mai 1995 anlässlich einer Anhörung zur Situation in Tibet im Auswärtigen Ausschuss gegründet und traf sich seitdem in unregelmäßigen Abständen, zuletzt etwa alle drei Monate. Der Gesprächskreis war ein interfraktioneller Zusammenschluss mit der Aufgabe, im Parlament ein Bewusstsein für die Tibet-Problematik zu schaffen und zusammen mit zivilgesellschaftlichen Akteuren Mittel und Wege zu finden, wie die deutsche Politik zur Verbesserung der Lage in Tibet und der Tibeter beitragen kann.
Dem Gesprächskreis gehörten 53 Abgeordnete aus vier verschiedenen Bundestagsfraktionen sowie Mitarbeiter der Fraktionen und Abgeordneten an. Der Vorsitz wurde gemeinschaftlich von den Abgeordneten Holger Haibach (CDU), Peter Hettlich (Bündnis 90/Die Grünen), Harald Leibrecht (FDP) und Johannes Pflug (SPD) ausgeübt. Als Gäste nahmen an dem Gesprächskreis Vertreter der tibetischen Exilregierung, von Tibet-Nichtregierungsorganisationen, der Bundesregierung (Auswärtiges Amt, Menschenrechtsbeauftragter) und wissenschaftliche Sachverständige teil.
Der Tibet-Gesprächskreis bestand bis zum Ende der 18. Wahlperiode am 24. Oktober 2017.
Am 10. Februar 2022 hat sich die Parlamentsgruppe Tibet gegründet. Vorsitzende sind Michael Brand (CDU) und Manuel Sarrazin (Bündnis 90/Die Grünen).